# Север-2 (экспедиция)
«Север-2» — воздушная высокоширотная экспедиция, проводившаяся в СССР в марте — мае 1948 года.

## Деятельность
Начальник экспедиции — А. А. Кузнецов.
Были осуществлены полёты с первичными посадками на дрейфующий лед. В работах участвовали самолеты: Ли-2, Ил-12 и Пе-8. Командиры: М. В. Водопьянов, А. П. Штепенко, М. А. Титлов, И. И. Черевичный, И. С. Котов, А. И. Задков, В. И. Масленников, М. Н. Каминский, М. И. Козлов, Н. Н. Андреев, М. С. Агров, А. Багров, Л. В. Шульженко. Старший бортовой механик  Н. Л. Кекушев.
18 апреля 1948 года океанограф Я. Я. Гаккель и его коллеги по экспедиции, проводя измерения глубин в одном из районов Центральной Арктики, обнаружили глубины, подтверждающие наличие подводного хребта, названного позднее хребтом Ломоносова.
23 апреля 1948 года П. А. Гордиенко, П. К. Сенько, М. М. Сомов и М. Е. Острекин были доставлены самолетом на точку с координатами 90 ° с. ш. Затем тот же самолет забрал их обратно уже в качестве первых в мире людей, с абсолютной достоверностью побывавших в этой точке Северного полюса.

### Личный состав
1. М. Е. Острекин — заместитель начальника экспедиции, геофизик.
2. Б. Е. Брюнели — метеоролог.
3. В. П. Орлов — метеоролог.
4. К. К. Федченко — геофизик.
5. М. М. Сомов — океанолог.
6. Я. Я. Гаккель — географ.
7. А. Ф. Трешников — океанолог.
8. И. С. Песчанский — ледоисследователь.
9. В. М. Сокольников — ледоисследователь.
10. В. Г. Канаки — аэрометеоролог.
11. В. Т. Тимофеев — океанолог.
12. Н. А. Волков — океанолог.
13. К. И. Чуканин — метеоролог.
14. Н. А. Миляев — геофизик.
15. М. М. Никитин — океанолог.
16. П. Г. Лобза — гидрохимик.
17. Е. И. Толстиков — аэрометеоролог.
18. В. Ф. Пронин — метеоролог.
19. О. А. Романенко — синоптик.
20. Г. А. Пономаренко — океанолог.
21. Г. Д. Светлаев — геофизик.
22. П. А. Гордиенко — океанолог.
23. П. К. Сенько — геофизик.